# Mary Foster
Mary Elizabeth Mikahala Foster nata Robinson (Honolulu, 20 settembre 1844 – Honolulu, 20 dicembre 1930) è stata una filantropa statunitense.
Mary Foster fu la figlia primogenita di James Robinson, il primo armatore delle Hawaii di origine inglese (giunto nelle isole nel 1820) e di Rebecca Prever, discendente di re Kamehameha I. Fu amica della regina Liliuokalani del cui governo era ministro un suo fratello, finché il Regno delle Hawaii fu abbattuto da cospiratori appoggiati dagli Stati Uniti nel 1895 e venne proclamata la Repubblica delle Hawaii, cui seguì nel 1898 l'annessione agli USA.

## Biografia
Sposatasi con l'armatore canadese Thomas Foster (nato il 19 maggio 1835, morto il 20 agosto 1889 a San Francisco), nel 1889 rimase vedova e dotata di grandi mezzi economici e molte proprietà terriere nelle Hawaii. Da allora visse a casa della sorella Victoria Ward e suo marito Curtis Perry Ward, grande proprietario terriero.

La svolta nella vita di Mary Foster avvenne quando Anagarika Dharmapala, il grande riformista della pratica buddhista di Ceylon, di ritorno dalla Fiera Colombiana di Chicago del 1893 dove aveva partecipato al primo incontro del Parlamento Mondiale delle Religioni in un viaggio che da San Francisco lo stava portando a Yokohama fece sosta a Honolulu e la convertì al Buddhismo.
Da quel momento promosse un gran numero di attività che rientrano nella rivitalizzazione del Buddhismo, di cui Anagarika Dharmapala era il più celebre esponente del Buddhismo meridionale e Taixu del buddhismo in Cina. 

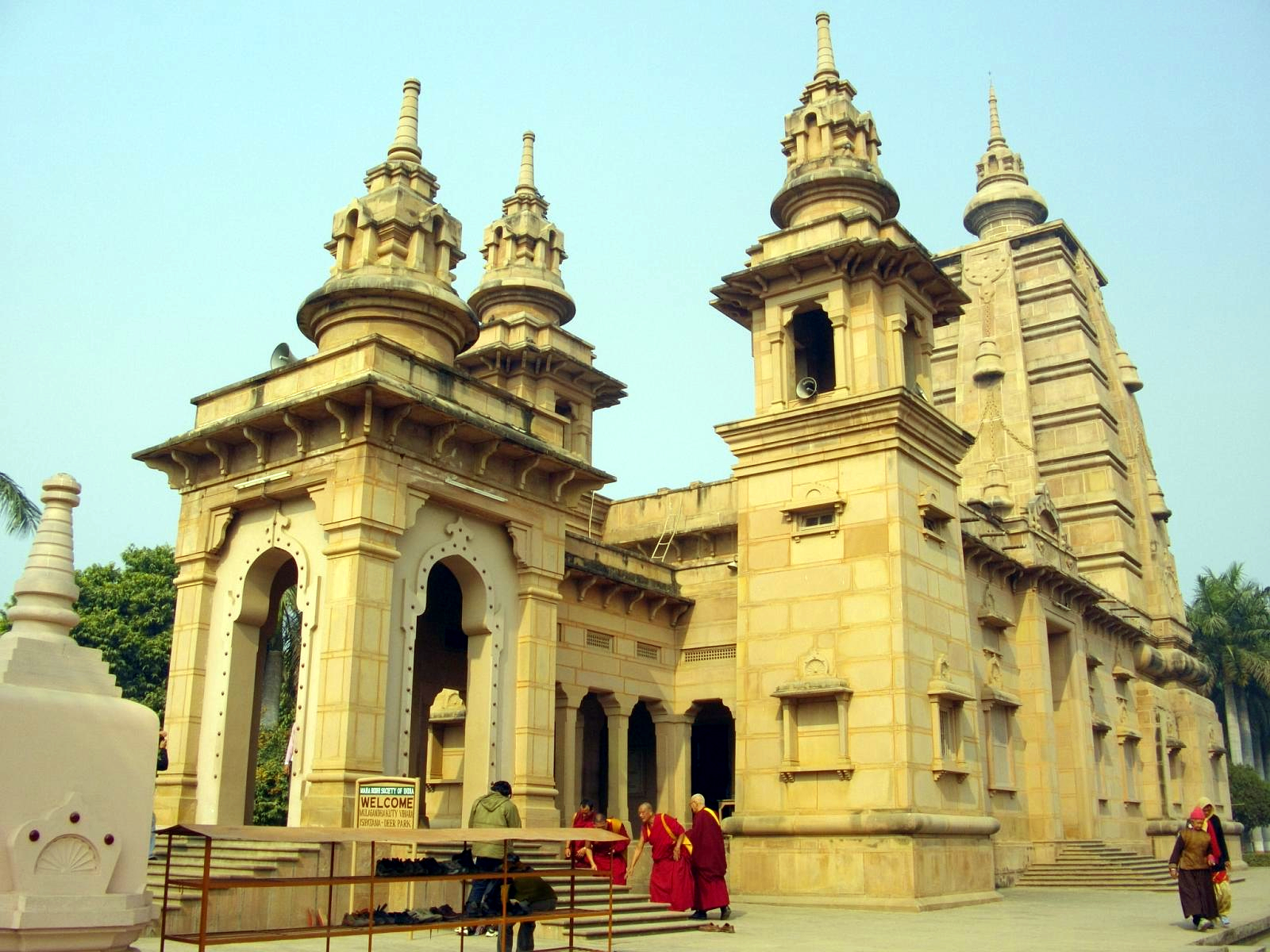
Il Mulagandhakuti Vihara a Sarnath.

Nel 1899 promosse la costruzione del nuovo tempio della Honpa Hongwanji, missione del Buddhismo della Terra Pura formata alle Hawaii da immigrati giapponesi, alla cui inaugurazione partecipò Henry Steel Olcott della Società Teosofica. Quindi sponsorizzò la costruzione dei monasteri Sri Dharmarajika Vihara e Mulagandhakuti Vihara a Sarnath, luogo in cui il Buddha storico aveva predicato il primo disocorso ai Pañcavaggiyā. Gli interni del Mulagandhakuti Vihara (iniziato nel 1904 e completato nel 1931) furono affrescati dal pittore giapponese Nosu Kosetsu(野生司香雪 Nousu Kōsetsu) (1885-1973) con uno stile ibrido, che traeva ispirazione sia dai dipinti delle Grotte di Ajanta sia dall'Art Nouveau.

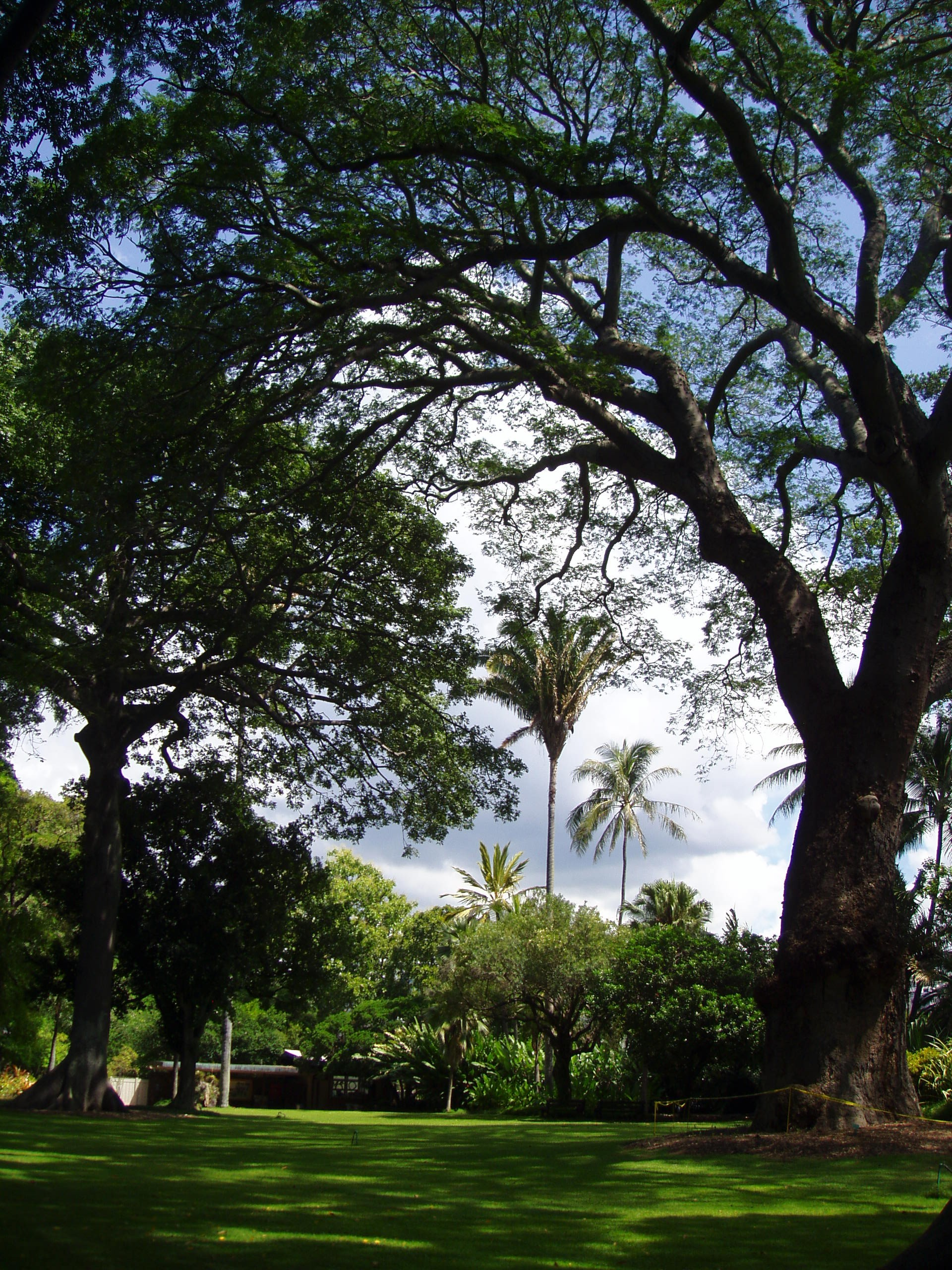
Il Foster Botanical Garden a Honolulu.

Le sponsorizzazioni alla Maha Bodhi Society inclusero l'acquisto della sede di Calcutta e di Madras, la prima sede, del 1926, del London Buddhist Vihara e l'edificazione di un ospedale a Ceylon. Anagarika Dharmapala tornò alle Hawaii altre due volte per incontrarla, nel 1913 e nel 1925. Mary Foster chiese di essere considerata la sua madre adottiva.
L'ultima donazione di Mary Foster furono 5 ettari di terreno al centro di Honolulu, comprato anni prima con il marito dal botanico tedesco William Hillebrand, offerto alla città di Honolulu assieme a un fondo di diecimila dollari per il suo mantenimento come giardino botanico. Attualmente il Foster Botanical Garden è il più antico delle Hawaii e conserva una Ficus religiosa derivata da un pollone del Sri Maha Bodhi portatole nel 1913 da Anagarika Dharmapala.
Alla morte di Mary Foster i parenti cristiani, contravvenendo alle sue ultime disposizioni, celebrarono un funerale cristiano anziché buddhista.